# Gaiano di Alessandria
Papa Gaiano o Gaina (... – VI secolo), è stato papa e patriarca greco-ortodosso di Alessandria e di tutta l'Africa tra il 536 e il 537.
Dopo la morte di Timoteo si formarono due partiti per la scelta del successore nella Chiesa di Alessandria: il primo elesse Gaina o Gaiano, il secondo elesse Teodosio, entrambi avversi al Concilio di Calcedonia ma appartenenti a sette diverse.  Prevalse il partito di Gaiano, che costrinse Teodosio a ritirarsi.  La vittoria fu di breve durata perché il 22 maggio 527 per ordine dell'imperatrice Teodora fu mandato in esilio prima a Cartagine, poi in Sardegna.